# Kevin Lyttle
Kevin Lyttle alias Lescott Kevin Lyttle Coombs (Kingstown, 14 september 1976) is een soca-, R&B- en dancehall-artiest, uit Saint Vincent en de Grenadines.
Lyttle scoorde eind 2003 een wereldhit met Turn Me On, een samenwerking met Spragga Benz. Turn Me On werd in 2001 opgenomen, en was al snel populair in de Caraïben. Via clubs bereikte het nummer Europa. In 2003 tekende Lyttle een contract bij Atlantic Records. Na Turn Me On volgde nog Last Drop, opnieuw met Spragga Benz, maar het werd een minder succes.
In 2009 bracht Lyttle een nieuw album uit: 'Fyah'. Dit is tot nu toe ook niet echt een groot succes geworden.